# Çatalada
Çatalada, auch bekannt als Çatal Ada oder Volo, ist eine türkische Insel im Ägäischen Meer. Die Insel liegt nahe der Stadt Turgutreis westlich von Bodrum in der südwestlichen Türkei. Çatalada ist eine Insel mit drei konischen Hügeln, ihr Name bedeutet Gabelinsel. 
Tourismus ist die Haupteinnahmequelle der Insel. Kreuzfahrten ankern immer wieder dort. Es ist auch ein populärer Tauchplatz.
Benachbarte Inseln in der Nähe sind Topan Adası, Çoban Adası und Yassıada.